# Albano-Américains
Les Albano-Américains (ou Shqiptaro-Amerikanët en albanais) sont les Américains d'origine albanaise. 

## Démographie
Ils sont particulièrement présents dans l'État de New York (51 366), dans le Michigan (26 121), dans le Massachusetts (18 840), dans le New Jersey (11 692), dans le Connecticut (11 338), en Pennsylvanie (9 797) et en Floride (9 637).